# Kylla Sjoman
Kylla Liisa Sjoman (* 18. August 1987 in New Westminster, British Columbia) ist eine ehemalige kanadische Fußballspielerin.

## Leben
Kylla wurde als Tochter des finnischen Bauingenieurs Pentti Sjöman aus Kajaani und dessen britisch stämmigen Frau aus Terrace, British Columbia in New Westminster geboren. Sie wuchs in Burnaby, British Columbia auf, wo sie von 2001 bis 2005 die Burnaby Central Secondary School besuchte. Im Anschluss studierte sie von 2005 bis 2010 Bewegung und Wellness an der Arizona State University.

### Karriere

#### Im Verein
Sjoman startete ihre aktive Karriere im Alter von 7 Jahren im Giants (G-Jugend) Team des Cliff Avenue United FC. Sie lief insgesamt drei Jahre für den Verein auf, bevor sie 1997 zum Burnaby Girls Soccer Club wechselte. Sjoman lief zudem zwischen 2001 und 2005 für das Wildcats Women Soccer Team der Burnaby Central Secondary School auf. Nach dem Secondary-Abschluss spielte sie vier Jahre lang für das Sun Devils Women Soccer Team der Arizona State University. Bereits in ihrer Studienzeit sammelte Sjoman erste Profi-Erfahrung in der W-League für Ottawa Fury. So lief sie in der Saison 2007 in 11 Spielen für Fury auf und erzielte dabei 1 Tor. Nach ihrer ersten Seniorensaison kehrte sie an die Universität zurück und spielte die Saison 2008, lediglich in der NCAA Women’s Soccer League. Erst 2009 kehrte Sjoman in die W-League zurück und lief in 5 Spielen für die Boston Renegades auf. Mit Beginn des Jahres 2010 verließ sie Boston und wechselte zum Women’s-Premier-Soccer-League-Verein Phoenix Del Sol, bevor sie rund fünf Monate später zum kanadischen A-League-Vertreter Burnaby Canadians ging. Am 12. Februar 2012 verließ Sjoman erstmals den amerikanischen Kontinent und wechselte nach Europa. Sie unterschrieb am selben Tag beim englischen FA-WSL-team Doncaster Rovers Belles L.F.C. Sjoman lief bis zum Ende des Jahres 2011 in 13 Spielen der FA WSL, bevor sie im Januar 2012 in der 2. Fußball-Bundesliga beim Herforder SV unterschrieb. Sjoman spielte in eineinhalb Jahren in 30 2. Bundesliga-Spielen, bevor sie im August 2013 nach Schottland zum Celtic L.F.C. aus Glasgow ging. Nachdem Sjoman in 7 Spielen für Celtic in der Scottish Women’s Premier League gekommen ist, kehrte sie im Februar 2014 auf Leihbasis zum Herforder SV zurück. Nach Ablauf des Leihvertrages kehrte Sjoman vom Herforder SV zum Celtic LFC zurück. Eineinhalb Jahre nach ihrer Rückkehr zu Celtic wechselte sie zu den Sunderland A.F.C. Ladies in die FA Women’s Super League. Nach zweieinhalb Jahren in England unterschrieb Sjöman am 16. Juli 2018 in Tschechien für SK Slavia Prag. Mit Slavia Prag erreichte Sjoman 2018/2019 das Viertelfinale der UEFA Women’s Champions League gegen den deutschen Vize-Meister FC Bayern München. Nach 2 Jahren in Tschechien bei Slavia Prag, beendete sie im Sommer 2020 ihre Karriere und kehrte nach England zurück, um dort ihre Trainer-Karriere zu starten.

#### International
Sjoman spielte ihr Seniordebüt für Kanada im April 2013 in einem Freundschaftsspiel gegen England im New York Stadium in Rotherham. Sie lief zudem von 2003 bis 2004 für die kanadische U-17- und U-16-Nationalmannschaft auf.

#### Als Trainerin
Im Dezember 2014 trainiert Sjoman in der 3-wöchigen Winterpause der Scottish Women’s Premier League die Juniorinnen des Cliff Avenue United FC (CAUFC) in Burnaby, British Columbia.